# Justice Crew
Justice Crew é uma boyband australiana de música pop e de dança hip hop formada pelos integrantes Lukas Bellesini, Paul Eric Merciadez, John Len Ruela Pearce, Len John Ruela Pearce, Emmanuel Rodriguez, Samson Cosray Smith e Solo Tohi. Eles foram os vencedores da quarta edição do Australia's Got Talent e como prêmio assinaram contrato discográfico com a Sony Music.
Entre agosto e dezembro de 2010, a banda lançou dois singles, "And Then We Dance" e "Friday to Sunday", que alcançaram a vigésima sexta e décima oitava posições na tabela australiana ARIA Singles Chart e foram certificadas de platina e multi-platina pela Australian Recording Industry Association (ARIA). Em 2011, lançaram seu primeiro álbum de compilação, Justice Crew Party Mix, que situou-se na quinta colocação dos álbuns de compilação mais vendidos da Austrália. Estes trabalhos fizeram com que o grupo fosse indicado a duas categorias no ARIA Music Awards de 2011.

## História

### 2009-11: Formação eAustralia's Got Talent
Justice Crew eram originalmente dois separados grupos de dança independentes que e se fundiram em um único grupo no início de 2009. Eles foram orientados pelo dançarino veterano neo-zelandês Maurice June. A banda aprendeu todos os passos de dança vendo videoclipes no YouTube, incluindo os de Michael Jackson. Mais tarde, eles entraram na competição mundial World Hip Hop Dance Championships realizado em Las Vegas, e se juntou a vários grupos para representar a Austrália. Eventualmente, eles se posicionaram na décima quarta posição ao final da competição.
Em 2010, eles participaram da quarta edição da competição musical Australia's Got Talent. Eles se espiraram os vencedores da edição anterior (2009), Diversity, para as apresentações de audição: "incentivar os jovens a seguir seus sonhos e acreditar que tudo é possível." O grupo foi anunciado vencedores em 15 de junho de 2010 e foram premiados com 250 mil dólares, cerca de 28 mil dólares para cada um dos sete integrantes.

### 2010-atualmente: Carreira musical

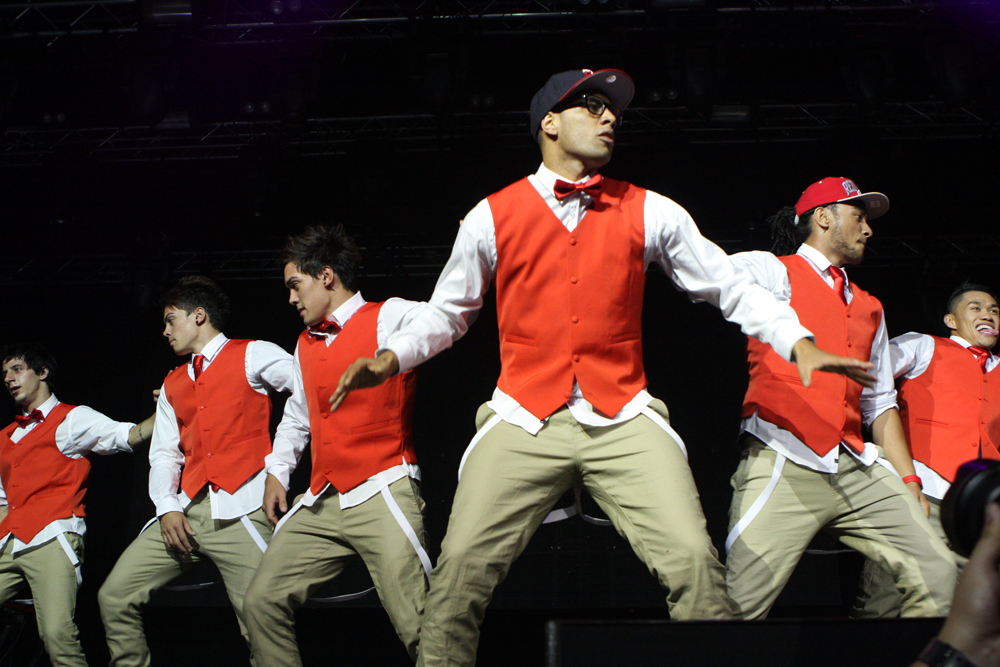
Justice Crew se apresentando na Up All Night Tour em abril de 2012.

Em agosto de 2011, eles foram anunciados vencedores e assinaram contrato discográfico com a Sony Music da Autrália. Seu single de estreia "And Then We Dance", foi lançado em 27 de agosto de 2010. A canção alcançou o número 26 na principal tabela australiana ARIA Singles Chart e foi certificado de platina por vendas superiores a 70 mil cópias pela Australian Recording Industry Association (ARIA). Ele foi seguido pelo álbum de vídeo que leva o mesmo nome e foi lançado em 27 de setembro de 2010. O álbum de vídeo era em forma de documentário e mostrava as experiências individuais e coletiva do grupo. Também apresenta rotinas de danças fortemente coreografadas e truques do segmento.
Justice Crew lançaram seu segundo single, "Friday to Sunday", em 17 de dezembro de 2010. Teve um desempenho melhor que o anterior ao atingir a décima oitava no periódico padrão da Austrália e ter sido certificado de multi-platina pela Australian Recording Industry Association (ARIA), por 140 mil exemplares vendidos. "Dance with Me", com participação do rapper norte-americano Flo Rida foi lançado como o terceiro single do grupo. Posicionou-se na 44.ª da Austrália e foi certificado de ouro pela mesma associação citada anteriormente. Em abril de 2011, o grupo serviu como ato de abertura da excurção musical F.A.M.E. Tour do cantor Chris Brown. Justice Crew embarcou em sua turnê musical Dance with Me Live Tour em agosto do mesmo ano com término em setembro seguinte. "Sexy and You Know It" foi lançado como quarto single em 23 de setembro de 2011. Ainda em novembro do mesmo no, a banda serviu de suporte para turnê Number Ones: Up Close and Personal da cantora Janet Jackson.
Um álbum de compilação intitulado Justice Crew Party Mix foi lançado em 18 de novembro de 2011, contendo cinco canções de autoria da banda e mais 14 faixas dançantes de outros artistas. O álbum também continha um DVD, havendo quatro vídeos musicais, as cenas por trás das gravações, um tutorial de cada membro mostrando como fazer o seu movimento preferido. O álbum estreou na quinta colocação dos álbuns de compilação mais vendidos da Austrália em 28 de novembro de 2011. Para promover o álbum, o grupo embarcou na Sexy and You Know It Live Tour em janeiro de 2012 que terminou no mês seguinte. Em abril de 2012, foram o ato de abertura da Up All Night Tour da boyband One Direction. Em 2 de julho seguinte, lançaram um quinto single, "Boom Boom", que alcançou a primeira posição na Austrália e a terceira na Nova Zelândia.